# Zambra

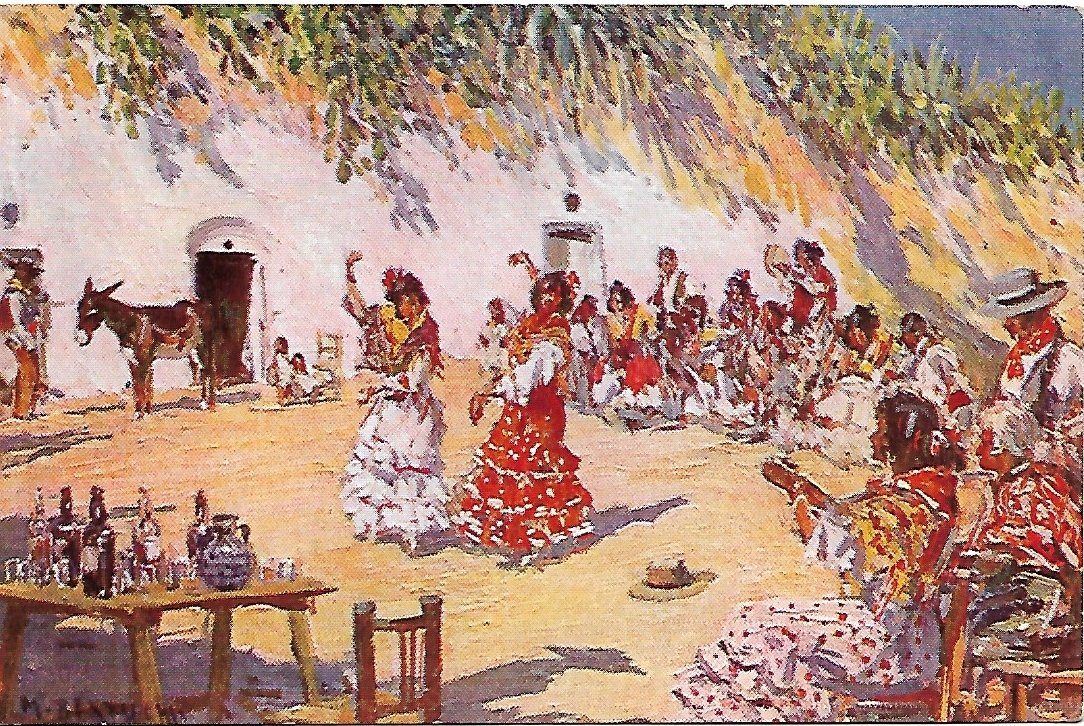
Carte postale illustrant la "Gypsy Zambra" (Frastuono Gypsy) par Mariano Bertuchi, 1910.

La zambra ou zambra maure est un chant espagnol de flamenco accompagné à la guitare sur un rythme à 2 ou 4 temps, ainsi que la danse qui l'accompagne. 

## Présentation

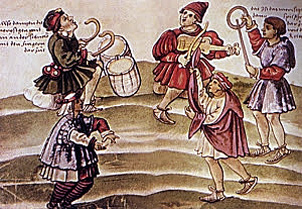
Zambra des Morisques

Le mot « zambra » vient du terme arabo-hispanique zámra, et ce dernier de l'arabe classique zamr ('tocata').
Les gitans l'exécutent lors des fêtes zambra célébrées dans le sud du pays, notamment en Andalousie, à Grenade où ils se produisent devant les touristes au Sacro-monte, ou dans les fameuses grottes d'Almería.
C'est une sorte de tango plus ou moins lent, mais très appuyé, avec des mélodies très arabisantes.